# دیسترویر کلاس هامبورگ
دیسترویر کلاس هامبورگ (به انگلیسی: Hamburg-class destroyer) یک کلاس از کشتی است که طول آن ۱۳۳٫۷ متر (۴۳۸ فوت ۸ اینچ) می‌باشد.